# 밭뚝외풀
밭뚝외풀(Lindernia procumbens)은 경기도 이남의 들, 밭이나 밭둑에 나는 한해살이풀로 높이는 7-15cm이다. 전체에 털이 없으며, 줄기는 밑에서 가지가 갈라진다. 잎은 마주나며 긴 타원형, 길이 1.5-3cm, 폭 5-12mm, 끝이 둔하고, 가장자리는 밋밋하며, 잎자루가 없고, 3-5개의 평행한 맥이 있다. 꽃은 연한 홍자색, 잎겨드랑이에 1송이씩 달리고, 꽃자루는 길다. 꽃받침은 길이 3-4mm, 깊게 5갈래, 갈래는 선상 피침형이다. 화관은 길이 6mm, 통부의 끝이 입술 모양이다. 열매는 삭과, 타원형, 폐쇄화도 있다.